# Deurmat

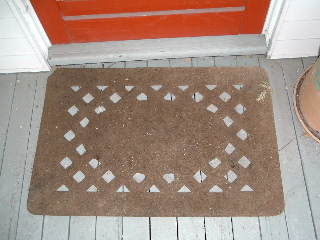
Deurmat

Een deurmat is een meestal kleine rechthoekige mat, waarop men bij de deur de schoenen kan vegen.
In de Westerse cultuur is het gebruikelijk om overal met schoenen van buiten naar binnen te gaan, terwijl dat toch niet zo hygiënisch is. In veel (met name tropische) landen is het haast ondenkbaar met schoenen een huis of hut te betreden. De schoenen (of slippers) worden uitgedaan, vóórdat men naar binnen gaat. Binnen ligt er dan wel een katoenen kleedje om de blote voeten af te vegen.
De deurmat is meestal van kokosvezel, kunstvezel of rubber gemaakt en kan zowel buiten als binnen liggen, hoewel de kokosmat daar minder geschikt voor is, omdat deze niet tegen vocht kan. Deurmatten die voor binnengebruik zijn bestemd, kunnen ook uit textiel zijn vervaardigd, terwijl matten voor buitengebruik uit gietijzer of kunststoffen materialen kunnen zijn gemaakt.

## Schoonloopmat
Schoonmaken en onderhouden van vloeren is arbeidsintensief, een schoonloopmat is een manier om kosten te verminderen. Onderzoek maakt duidelijk dat meer dan driekwart van vloervuil in een gebouw van buiten naar binnen wordt gelopen. Een schoonloopmat kan hiervan veel tegenhouden indien ze op de juiste plek wordt gelegd.
Een schoonloopmat is vooral bedoeld voor het verwijderen van vuil onder de voeten. Denk bijvoorbeeld aan een borstelmat of een spaghettimat. Deze matten hebben een hoge schraapfunctie en houden het vuil op de mat.

## Droogloopmat
Daarnaast kan er gebruik worden gemaakt van een droogloopmat. Deze mat zorgt ervoor dat de voeten vooral droog worden gelopen. Deze matten zijn meestal gemaakt van katoen, een combinatie katoen/polyester of  microvezels die er voor zorgen dat de mat meer vocht kan opnemen of vasthouden dan een normale schoonloopmat. Een droogloopmat is geschikt voor binnen gebruik.

## Combineren van matten
Het combineren van matten met verschillende functies zorgt er voor dat vuil en vocht effectief verwijderd kunnen worden. Bij bedrijfsmatig gebruik en daar waar veel mensen over een mat komen wordt er met zones gewerkt. Hierbij begint men buiten met een grove mat, meestal een borstelmat met harde borstels maar dit kan ook een spaghettimat of rubbermat zijn. Dit is de eerste zone, de tweede zone is een schoonloopmat/entreetapijt waarin grovere vezels zitten die wat fijner zand en vuil verwijderen, de derde zone is een schoonloopmat/entreetapijt met fijnere vezels, deze nemen vooral het laatste loszittende vocht op. Des te langer des te effectiever de zones zijn. 
Voor thuisgebruik is het combineren van matten ook ideaal. Neem een borstelende buitenmat of rubbermat en een droogloopmat binnen. De buitenmat zal het meeste zand en vuil verwijderen terwijl de droogloopmat het vocht verwijderen. Er zijn ook matten die droog en schoon lopen.

## Wasbaarheid
Niet alle deurmatten zijn wasbaar, en er is een verschil tussen handwasbare matten en matten die in een wasmachine gewassen kunnen worden. De meeste matten zijn handwasbaar.
Deurmatten voorzien van een NBR rubber rug zijn wasbaar in een huishoudelijke wasmachine en kunnen in de droger. Heeft de mat een patroon op de voorkant dan is deze gemaakt van rubber. Zit er geen patroon op de mat is deze gemaakt van pvc/vinyl en is deze niet wasbaar in een wasmachine. Matten met een zogenaamde latex rug zijn ook wasbaar in een wasmachine, deze rug is echter minder sterk en dient daarom op lage temperatuur gewassen te worden.
Sommige deurmatten, vooral buitenmatten zoals de borstelmat en de spaghettimat, kunnen door middel van hoge druk worden gereinigd.

## Weekmakers
De rug van een groot aantal matten bevat weekmakers. Weekmakers kunnen een probleem zijn op bijvoorbeeld gietvloeren en pvc vloeren, ze er kunnen er vlekken op geven. Matten met een pvc/vinyl en rubber rug bevatten altijd weekmakers.